# اوزون‌اوبا، آغجه‌بدی
اوزون‌اوبا (به ترکی آذربایجانی: Uzunoba) یک منطقه مسکونی در جمهوری آذربایجان است که در شهرستان آغجه‌بدی واقع شده‌است.